# Vol. II (album Hurt)
Vol. 2 – czwarty oficjalny album zespołu Hurt. Wydany 25 września 2007 roku.

## Lista utworów
1. Summers Lost  (L. Wince) 	6:10
2. Ten Ton Brick  (L. Wince, P. Spatola, J. Ansley) 	3:50
3. Aftermath  (L. Wince, P. Spatola) 	3:13
4. Abuse Of SID  (L. Wince) 	4:50
5. Alone With The Sea  (L. Wince) 	5:22
6. Talking To God  (L. Wince) 	4:53
7. Loded  (L. Wince) 	3:13
8. Better  (L. Wince) 	4:27
9. Assurance  (L. Wince) 	4:34
10. On The Radio  (L. Wince) 	5:10
11. Et Al  (L. Wince) 	5:22
12. Thank You For Listening  (L. Wince) 	6:55